# Chaucha (parroquia)
Chaucha (en quechua: Chawcha) es una parroquia rural de Cuenca, en la provincia de Azuay (Ecuador). Tiene una extensión de 337,2 km² y según el censo de 2001 una población de 1.663 personas.
El centro administrativo es el pueblo de San Gabriel (o San Gabriel de Chaucha). La Parroquia fue fundada el 3 de junio de 1887.

## Ubicación
La parroquia Chaucha se extiende por el suroeste del cantón Cuenca. El área está ubicada en el flanco oeste de la Cordillera Occidental. El Río Canoas y el Río Chaucha limitan el área administrativa por el norte. Este es drenado hacia el oeste por el Río Balao Grande. A lo largo del límite administrativo oriental corre la cuenca hidrográfica continental con elevaciones de hasta 4400 m s. n. m. La capital de San Gabriel se encuentra a 47 km al oeste de la capital provincial Cuenca. Un camino secundario atraviesa el área remota, que conduce desde Cuenca hasta el valle del Río Yanuncay, luego a través de los pueblos de Angas, San Antonio y San Gabriel y finalmente a lo largo del Río Balao Grande hacia las tierras bajas costeras.
Chaucha limita al norte con la Parroquia Molleturo, al este con las Parroquias San Joaquín y Baños, al sur con la Parroquia Shaglli (Cantón Santa Isabel) y al oeste a la Parroquia El Carmen de Pijilí (Cantón Camilo Ponce Enríquez).

## Lugares y asentamientos
En la parroquia se encuentran las siguientes comunidades: Can Can, Pimo, Tangeo, Pichilcay y Cascajo en las alturas, San Antonio, San Gabriel, Llano Largo, Zhin Alto, Habas, Gurgur Naranjos, San José, Cedro, Tío en tierras medias, Coca y Angas así como en las zonas bajas Polo, Baños de Yunga, Yubar Potrero y Sucus.

## Ecología
El noreste de la parroquia forma parte del parque nacional Cajas.